# بيتسي بالمر
بيتسي بالمر (بالإنجليزية: Betsy Palmer)‏ (و. 1926 – 2015 م) هي ممثلة، وممثلة مسرحية، وممثلة أفلام، وممثلة تلفزيونية من الولايات المتحدة الأمريكية . ولدت في إنديانا .
توفيت في دانبري .

## التعليم
تعلمت في جامعة دي بول

## روابط خارجية
- بيتسي بالمر على موقع IMDb (الإنجليزية)
- بيتسي بالمر على موقع ألو سيني (الفرنسية)
- بيتسي بالمر على موقع أول موفي (الإنجليزية)
- بيتسي بالمر على موقع قاعدة بيانات برودواي على الإنترنت (الإنجليزية)
- بيتسي بالمر على موقع قاعدة بيانات الأفلام السويدية (السويدية)
- بيتسي بالمر على موقع إن إن دي بي (الإنجليزية)
- بيتسي بالمر على موقع ديسكوغز (الإنجليزية)
- بيتسي بالمر على موقع قاعدة بيانات الفيلم (الإنجليزية)
- بيتسي بالمر على موقع كينوبويسك (الروسية)